# Simulium maranguapense
Simulium maranguapense es una especie de insecto del género Simulium, familia Simuliidae, orden Diptera.
Fue descrita científicamente por Pessoa, Rios-Velasquez & Py-Daniel, 2005.